# Villiers-au-Bouin
 Villiers-au-Bouin  es una población y comuna francesa, situada en la región de  Centro, departamento de Indre y Loira, en el distrito de Tours y cantón de Château-la-Vallière.

## Demografía
| 615 | 721 | 732 | 759 | 677 | 601 |
| Para los censos de 1962 a 1999 la población legal corresponde a la población sin duplicidades (Fuente: INSEE [Consultar]) |     |     |     |     |     |